# رابط دی‌ام‌اس-۵۹

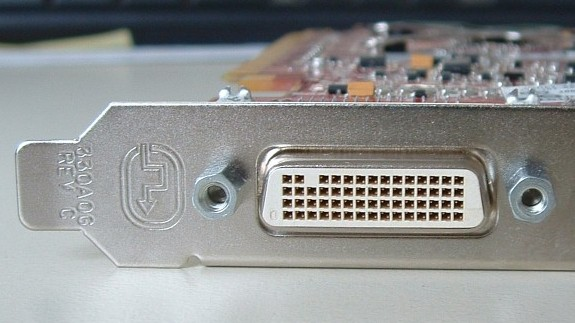

رابط دی ام اس-۵۹ (نام علمی: Dual Monitor Solution, 59 pins (DMS-59)) رابط ۵۹ حفره‌ای است که به طور کلی در کارت‌های ویدئویی کامپیوترها استفاده می‌شود.